# Aeroportul Lethbridge
Aeroportul Lethbridge (IATA: YQL, ICAO: CYQL) este un aeroport din Alberta, Canada ce deservește zona Lethbridge⁠(d). Aeroportul a fost tranzitat în 2019 de 105.529 de pasageri. A fost deschis în iunie 1939 și numit după Comitatul Lethbridge, Alberta.
Situat la o altitudine de 929 m, aeroportul dispune de o singură pistă.